# Hache et Lassougade

Ache von 1902 während des London to Brighton Veteran Car Run 2011

Hache et Lassougade war ein französischer Hersteller von Automobilen. Die gleiche Quelle nennt auch den Namen Ache Frères.

## Unternehmensgeschichte
Das Unternehmen aus Agen begann etwa 1902 mit der Produktion von Automobilen. Die Markennamen lauteten Ache und Lassougade. Etwa 1904 endete die Produktion. Insgesamt entstanden etwa 15 bis 20 Fahrzeuge, von denen zwei bis drei heute noch existieren.

## Fahrzeuge
Im Angebot standen Dreiräder, bei denen sich das einzelne Rad vorne befand. Für den Antrieb sorgte ein Einbaumotor, der wahlweise von Aster oder De Dion-Bouton kam. Darunter befand sich ein Einzylindermotor mit 6 PS Leistung. Der Motor wurde hinter dem Vorderrad montiert und trieb über Riemen die Hinterachse an. Die offene Karosserie bot Platz für zwei Personen.
Ein Fahrzeug, das vom Royal Automobile Club auf 1902 datiert ist, nahm 2011 am London to Brighton Veteran Car Run teil.